# نجيب الخطاب
نجيب الخطاب (1953 - 25 أبريل 1998)، أحد أبرز الإعلاميين التونسيين في القرن العشرين. عمل مذيعا ومقدم برامج، بدأ بالتعليق الرياضي عندما اصطحب المنتخب التونسي إلى الأرجنتين سنة 1978  في منافسات كأس العالم لكرة القدم. صعد نجمه بعد تقديم برامج يوم الأحد المتنوعة في التلفزة التونسية وأصبح الإعلامي التونسي الأول بلا منازع. اكتشف العديد من المواهب وكان له حضور عربي متميز. توفي في أوج عطائه في 25 أبريل 1998.

## برامجه التلفزية
- خمسة على خمسة.
- لو سمحتم 1985-1990.
- سهرية على الفضائية 1997-1998.

## برامجه الإذاعية
- ألوان وأجواء، الإذاعة الوطنية التونسية